# Salvament Marítim de la Guerra Civil
El salvament marítim de la Guerra Civil espanyola va tenir lloc entre els anys 1936 fins a l'any 1939, quan finalitza el conflicte. El terme es refereix als reflotaments de tots els vaixells que van ser enfonsats al llarg d'aquells anys.
Moltes d'aquestes naus van caure durant el combat, ja que els atacs no només van ser aeris i terrestres, sinó que gran part van ser per mar. Un grup d'experts van decidir tornar a treure a la superfície els vaixells més importants, no només degut a la seva estructura i materials de construcció, sinó també per tot el valor material que hi contenia i perquè impedia el pas d'altres vaixells. Aquesta tasca no era gens fàcil, només la podien dur a terme tècnics altament capacitats. Avui dia podem trobar un registre escrit en forme de llibre, redactat pels individus que van formar part d'aquest projecte, aquest llibre s'anomena: Comisión de la Armada para Salvamento de Buques (editat per l'Estado Mayor de la Armada Española l'any 1941 a Barcelona).

## Grup de salvament marítim
La comissió va ser dirigida pels caps i els oficials de l'Armada, amb part del personal militar. El personal es pot dividir en quatre grups: el personal directiu, el personal subaltern, els bussejadors i finalment el personal obrer.
Va haver-hi dos directors al llarg de la història de l'Armada, el primer s'anomenava Juan Antonio Suárez, va ingressar el 2 de novembre de 1937 i va abandonar el seu lloc el dia 1 de febrer de 1938.

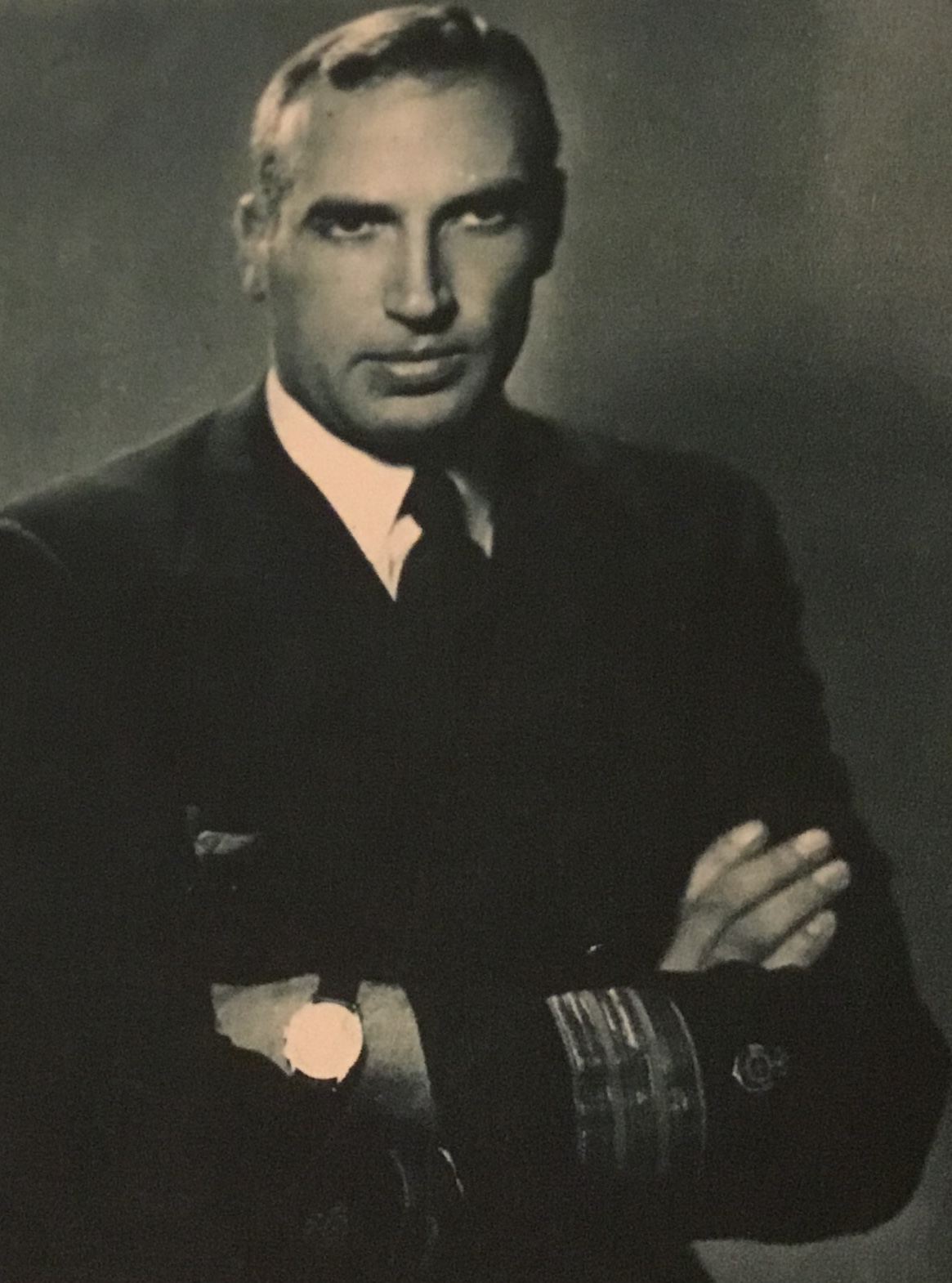
Dr. Luis Santomá Casamor.

Després el càrrec el va adquirir Dr. Luis Santomá Casamor, va ingressar el 2 de novembre de 1937, aquest va continuar com a directiu fins que va acabar el reflotament dels vaixells. Van contribuir-hi 23 d'enginyers, 8 d'Intendència, 4 de sanitat i 34 bussejadors, 12 eren de Barcelona, 10 de València, 3 d'Alacant, 8 de Cartagena i 1 d'Argos.

## Comisión de la Armada para Salvamento de Búsqueda
Aquest és un llibre on hi ha relatada tota la informació sobre el reflotament del salvament marítim. Conté una informació molt valuosa, ja que va ser redactat pels individus que van participar-hi. Va ser editat per l'Estado Mayor de l'Armada Española l'any 1941 a Barcelona.
Conté molta informació de molts tipus, però els principals temes que tracta són:
- Història de la comisión
- Organización de la comisión
- Personal de la comisión
- Material de la comisión
- Descripción de salvamentos efectuados
- Campaña de Gijón
- Otros buques salvados en Gijón
- Campaña de levante
- Labor realizada

## El Ciscar
El Ciscar va ser un dels vaixells de l'armada espanyola. Aquest era de la segona sèrie de la classe churruca (la classe churruca era un model de destructor).
Va començar a servir els primers mesos de la guerra civil, aquest va ser destinat a l'espai d'operacions del Cantàbric, seguidament va ser destruït per culpa d'una bomba, ja que aquesta va explotar molt a prop del vaixell i va provocar que entrés aigua dins de la nau, a les hores aquest es va començar a inclinar i justament va caure una segona bomba més petita, però aquesta va explotar-hi dins.
Això va provocar que entres més aigua i s'inundés amb més facilitat i més ràpid.
Les forces van ocupar el port de Musel, des d'allà podien veure el Ciscar quan la marea baixava i es veia el costat arrodonit i negre, que es podia arribar a confondre amb el dors d'una balena adormida.
El Cisar desprenia unes quantitats extenses de petroli, ja que l'explosió de la bomba havia creat alguns forats en el dipòsit.
Aquest s'estenia per totes les aigües, creant una capa negra i enganxifosa, però sobretot molt contaminant

## Tècnica d'extracció del mar
El primer pas consistia en posar aire a pressió a dins del vaixell, ja que d'aquesta manera el vaixell flotaria, perquè el pes de l'aire és menor que el de l'aigua, ja que l'aire és menys dens que l'aigua.
Seguidament van traslladar un llit de sacs de sorra sota del vaixell, així la nau es va mantenir en  una posició estable i no es va enfonsar més.
En acabar això van utilitzar càbries per canviar la posició del vaixell i posar-lo en vertical.
Quan ja estava en una bona posició el vaixell, van començar a treure aigua del vaixell i a inflar-lo amb aire a pressió, així la nau va començat  a flotar i cada cop va anar adoptant la seva forma inicial.
Al cap de dies van poder treure el vaixell de l'aigua, però havia  patit algunes incidències i va estar en reparació.

## Altres vaixells importants que van ser reflotats

### Salvament del “REINA”
Aquesta nau va entrar al port de Musel amb carregament d'armes.
Una bomba li va esclatar i va quedar enfonsat.
Per reflotar-lo van utilitzar unes barques molt grans es van col·locar al costat i servien per estabilitzar-ho i per aguantar les bombones.
Finalment va poder ser traslladat, i allà se'l va poder acabar de reflotar.

### Salvament del "SAMA"
Aquest va quedar enfonsat al costat del carregador  de carbó.
La bodega de popa va quedar totalment destrossada per una bomba.
Van haver d'utilitzar una barcassa i les cabries, per tal de poder treure’l a la superfície.

### Salvament del "ELCANO"
Era un petroler de la propietat de la CAMPSA, que va ser incendiat per l'aviació feixista.
Primer de tot el van remolcar fins a arribar fora del port i encarar-lo amb la costa.